# YouTube Poop
YouTube Poop（通常縮寫為YTP）又名YouTube糞便，是指透過編輯現有的媒體資源而創作出來的混雜影片，目的是搞笑、淫穢、令人煩躁、困惑、震驚或戲劇化的用途。YouTube Poop有此名稱是因為其影片習慣上都會上傳到影片分享網站YouTube，但也會被鏡射（影片方向顛倒）或上傳到Newgrounds、Vimeo和Dailymotion等其他影片分享網站（通常出於涉及版權的原因）。著名頻道有flyingkitty、muchdank、rickk actually等等。